# Isolia hispanica
Isolia hispanica är en stekelart som beskrevs av Peter Neerup Buhl 1998. Isolia hispanica ingår i släktet Isolia och familjen gallmyggesteklar. Inga underarter finns listade i Catalogue of Life.